# Eresonye
Eresonye va ser un Oba (Rei) de Benín que governà cap a 1735-1750. El seu pare era l'Oba Akenzua I que regnà a partir de 1713.
Els regnats d'Akenzua I i d'Eresonye van experimentar canvis importants respecte als seus predecessors els quals eren guerrers i hi havia hagut 50 anys de guerra civil. Akenzua I i Eresonye van donar més importància a les seves funcions rituals i de guardians de la prosperitat i seguretat de Benin. En l'art són importants els escultures de bronze d'aquest període que es troben en molts museus importants com, per exemple, el Metropolitan Museum of Art.
Són característics els brozes d'aquest període amb la forma de discs, cercles i creixents.